# Régiment Royal-Bourgogne cavalerie
Das Régiment Royal-Bourgogne cavalerie, als Kavallerieregiment zuletzt 16e régiment de cavalerie, war ein Regiment der schweren Kavallerie, aufgestellt im Königreich Frankreich, im Dienst während des Ancien Régime, der Ersten Republik und des Konsulats.

## Aufstellung und signifikante Änderungen
- 7. Dezember 1665: Aufstellung des Régiment de Paulmy cavalerie
- 9. August 1671: Umbenennung in: Régiment de Dauger cavalerie
- 19. Februar 1684: Umbenennung in: Régiment de La Roche-sur-Yon cavalerie
- 5: Juni 1685: Kassiert[1] und am gleichen Tag als Régiment de Bourgogne cavalerie wieder in Dienst gestellt
- 8. Juni 1711: Umbenennung in: Régiment de Bretagne cavalerie (Nachdem der Regimentsinhaber, der  Louis, duc de Bretagne bereits im März des folgenden Jahres verstarb, blieb das Regiment unter diesem Namen vacant.)
- 15. September 1751: Die Einheit erhielt den Namen „Bourgogne-cavalerie“. (Der älteste Bruder des späteren Königs Louis XVI. Louis Joseph Xavier, duc de Bourgogne war Regimentsinhaber geworden.)
- 1. Dezember 1761: Eingliederung des Régiment d’Espinchal cavalerie[2] (Der Regimentsinhaber verstarb in diesem Jahr, die Stelle blieb bis 1788 unbesetzt.)
- 17. März 1788: Umbenennung in: Régiment Royal-Bourgogne cavalerie
- 1. Januar 1791: Umbenennung in: 17e régiment de cavalerie
- 1792: Umbenennung in: 16e régiment de cavalerie[3]
- 24. September 1803: Umwandlung in ein Dragonerregiment (25e régiment de dragons)

## Mestres de camp und Colonels
Mestre de camp war die Rangbezeichnung für den Regimentsinhaber und/oder den tatsächlichen Kommandeur. Sollte es sich bei dem Mestre de camp um eine Person des Hochadels handeln, die an der Führung des Regiments kein Interesse hatte (wie z. B. der König oder die Königin) so wurde das Kommando dem Mestre de camp lieutenant (oder Mestre de camp en second) überlassen. Während der Revolution wurde dieser Rang durch den „Colonel“  und von 1793 bis 1803 durch den Chef de brigade ersetzt.

### Mestres de camp als Regimentsinhaber
- 7. Dezember 1665: Marquis de Paulmy
- 9. August 1671: Comte Guy Aldonse d' Auger
- 19. Februar 1684: François Louis de Bourbon, comte de La Marche dann comte de Clermont dann prince de La Roche-sur-Yon dann prince de Conti
- 5. Juni 1685: Louis de France, duc de Bourgogne, dann am 14. April 1711 Dauphin
- 8. Juni 1711: Louis, duc de Bretagne († 8. März 1712)
- 9. März 1712: vacant
- 1751: Louis Joseph Xavier (1751–1761), duc de Bourgogne
- 1761 bis 1788: vacant
- 1788 bis 1792: König Louis XVI.

### Mestre de camp lieutenants, Colonels und Chefs de brigade
- 1684: Mestre de camp lieutenant comte d’Houdetot
- 5. Juni 1685: Mestre de camp lieutenant de Grosmesnil
- 24. Februar 1692: Mestre de camp lieutenant  Antoine Joseph Arnauld, chevalier de Pomponne
- 15. November 1693: Mestre de camp lieutenant François de Granges de Surgères, marquis de Puyguyon
- 27. Februar 1704: Mestre de camp lieutenant Paul François de Béthune-Charost, marquis d’Ancenis dann duc de Béthune
- 4 décembre 1715: Mestre de camp lieutenant comte de Brassac
- 12. August 1717: Mestre de camp lieutenant Michel de Forbin, marquis de Janson
- 16. April 1738: Mestre de camp lieutenant comte de Gassion
- 29. August 1741: Mestre de camp lieutenant Charles Léonard de Baylens, marquis de Poyanne
- Januar 1748: Mestre de camp lieutenant Comte d’Helmstadt
- 10. Februar 1759: Mestre de camp lieutenant Louis Hercule Timoléon de Cossé, marquis de Brissac
- 26. Oktober 1771: Mestre de camp lieutenant René Ange Augustin, marquis de Maupeou
- 10. März 1788: Mestre de camp lieutenant Érasme Gaspard, marquis de Contades
- 12. Mai 1789: Mestre de camp lieutenant François Étienne Le Duchat de Réderquin, comte de Rurange
- 25. Juli 1791: Colonel Jean François Pierre Brunville
- 5. Februar 1792: Colonel Louis René Le Mouton de Boisdeffre
- 29. Juni 1792: Colonel Nicolas Cugnot d’Aubigny
- 12. Februar 1794: Chef de brigade Jean Olivier Gaudin
- 10. Juni 1796: Chef de brigade Archange Louis Rioult-Davenay
- 12. September 1797: Chef de brigade Michel Blancheville
- 23. Dezember 1801: Chef de brigade Antoine Rigau

## Ausstattung

### Standarten
Das Regiment führte bis 1791 vier Standarten aus blauer Seide und mit 24 Lilien verziert. Darauf aufgelegt ein Bildfeld mit einem aufsteigenden Phönix. In den vier Ecken befanden sich Kriegsdekorationen.
Alle Zierstickereien sowie die Fransen waren in Gold ausgeführt. Das Motto auf dem Spruchband lautete: „In regnum et pugnax“. Beide Seiten waren gleich.

### Uniformierung

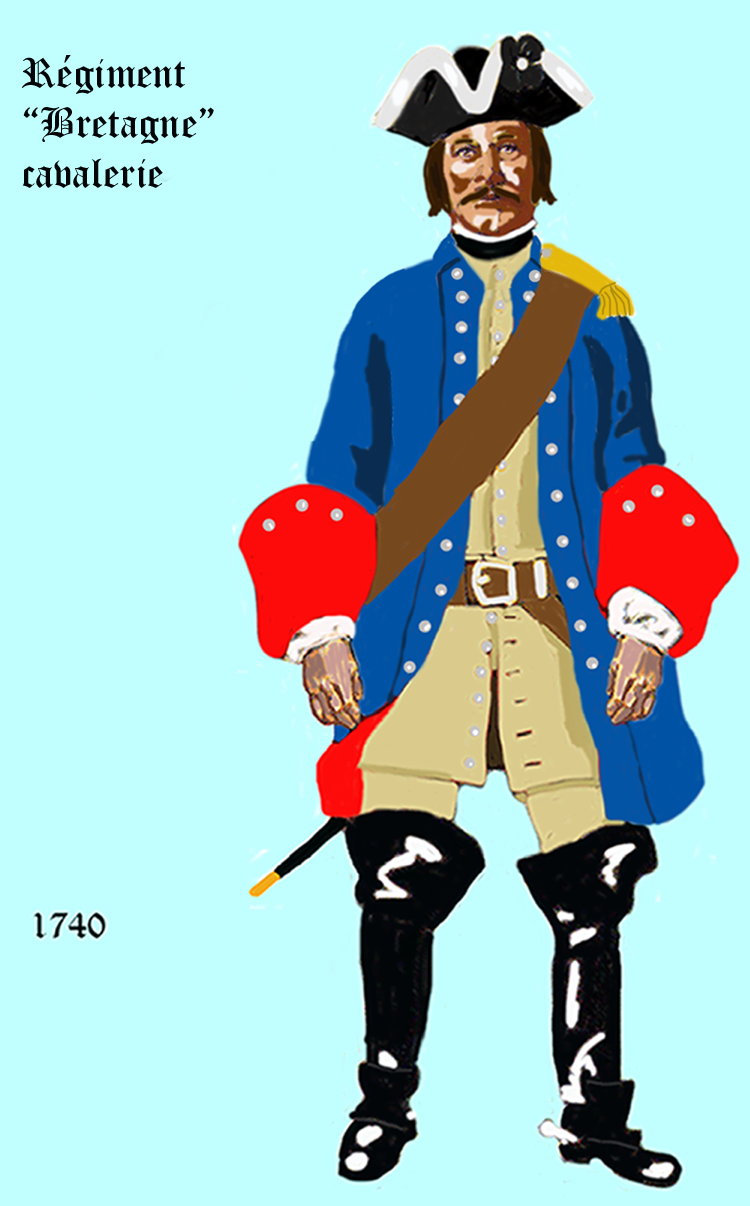
1740 bis 1757
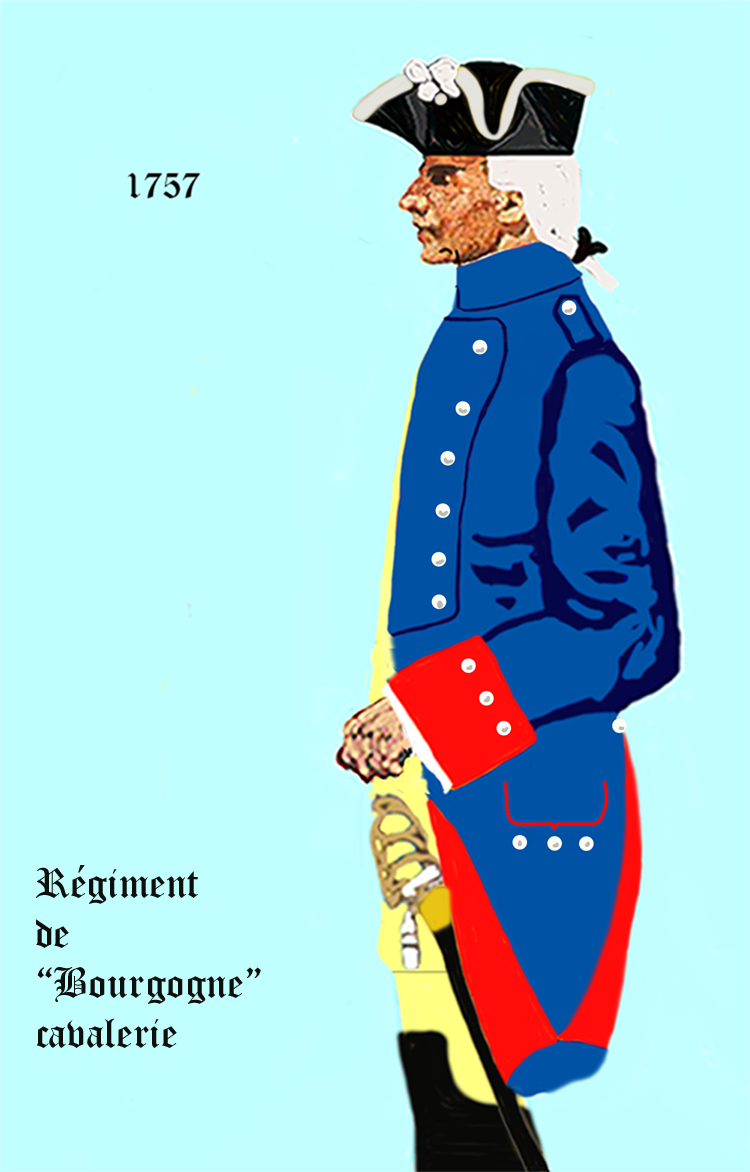
Régiment de Bourgogne cavalerie 1757 bis 1762
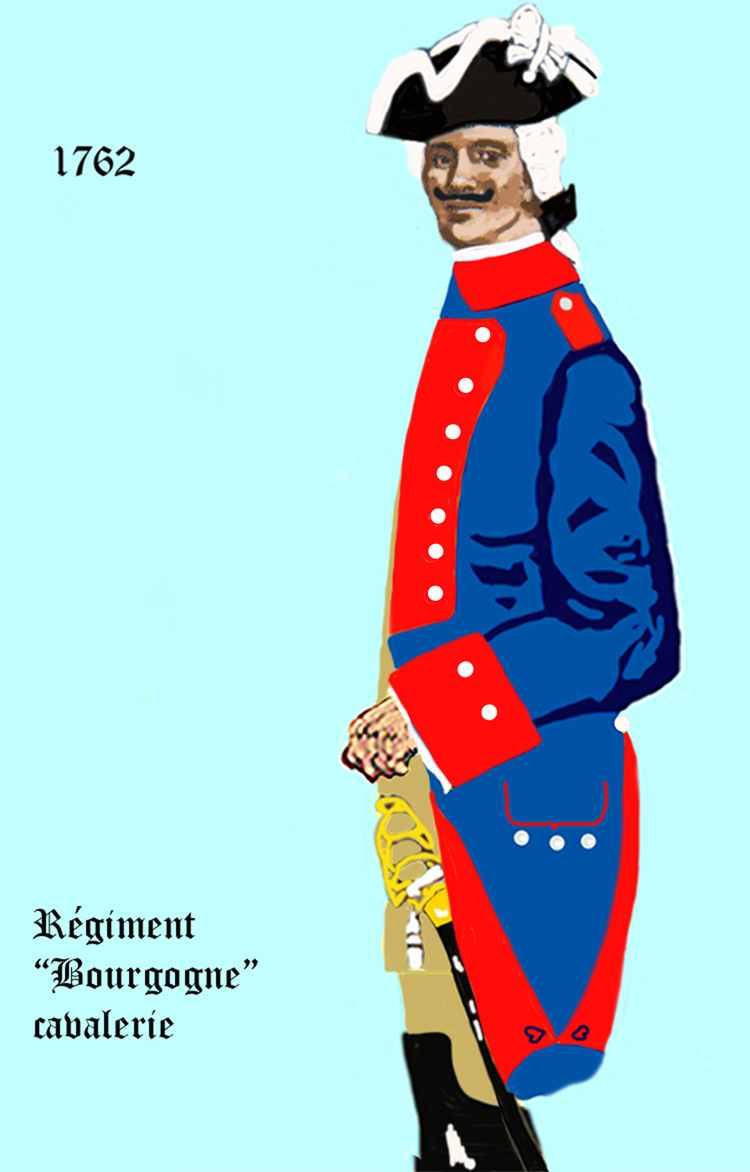
Régiment de Bourgogne cavalerie 1762 bis 1767
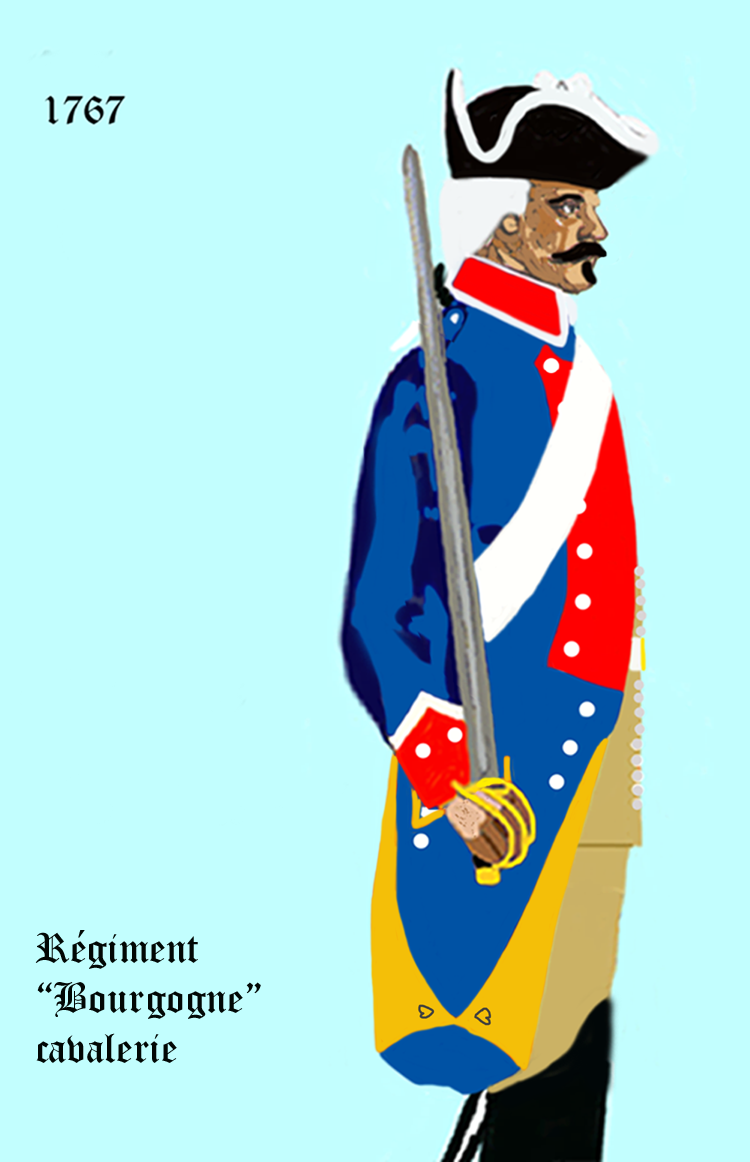
Régiment de Bourgogne cavalerie 1767 bis 1776
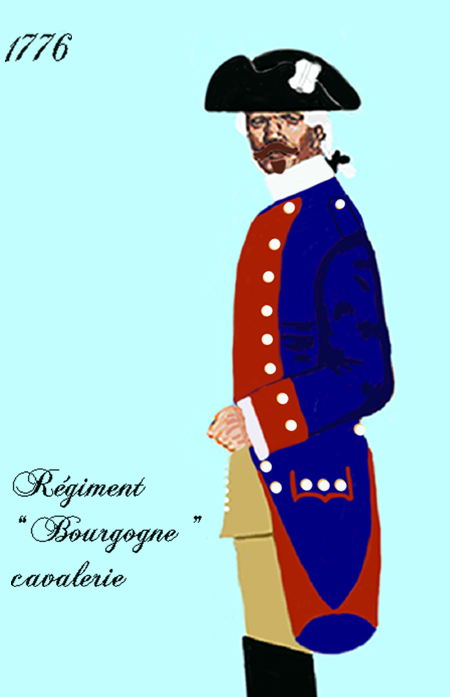
Régiment de Bourgogne cavalerie 1776 bis 1779<
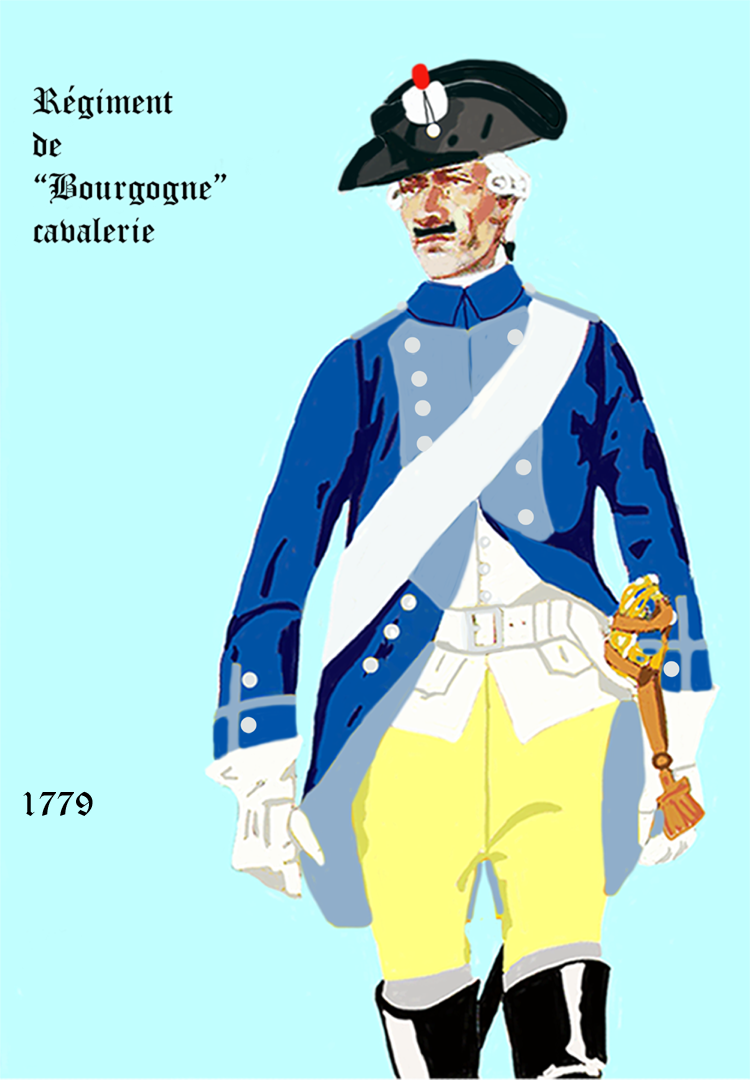
Régiment de Bourgogne cavalerie 1779 bis 1786
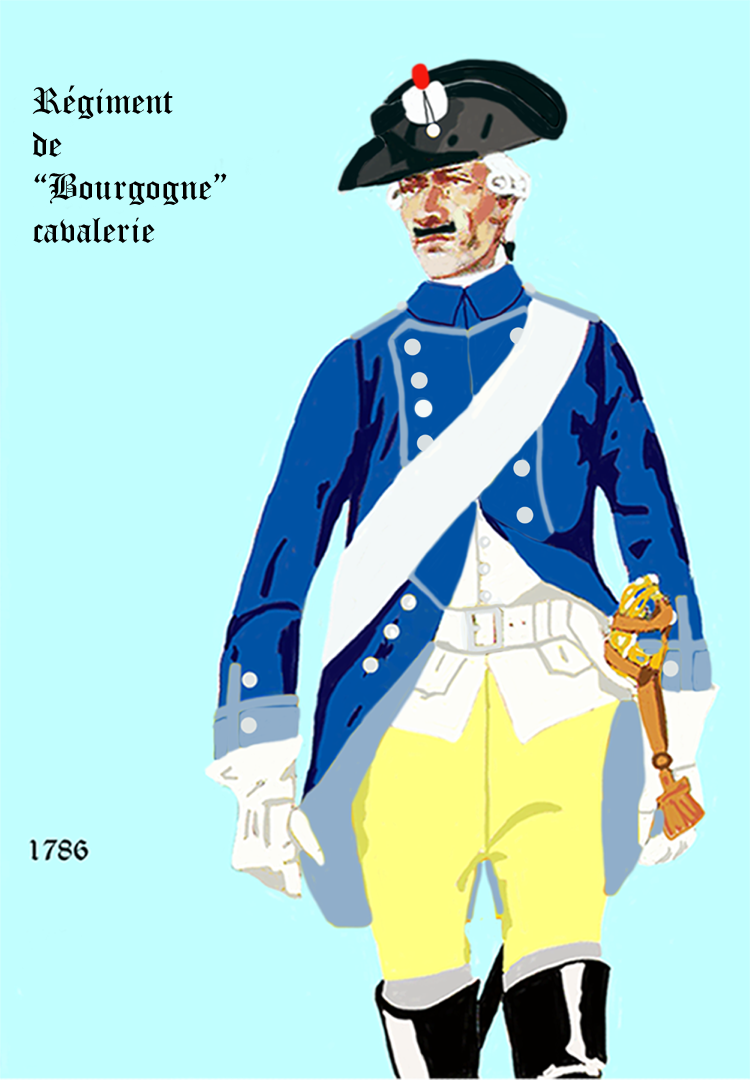
Régiment de (Royal) Bourgogne cavalerie 1786 bis 1791
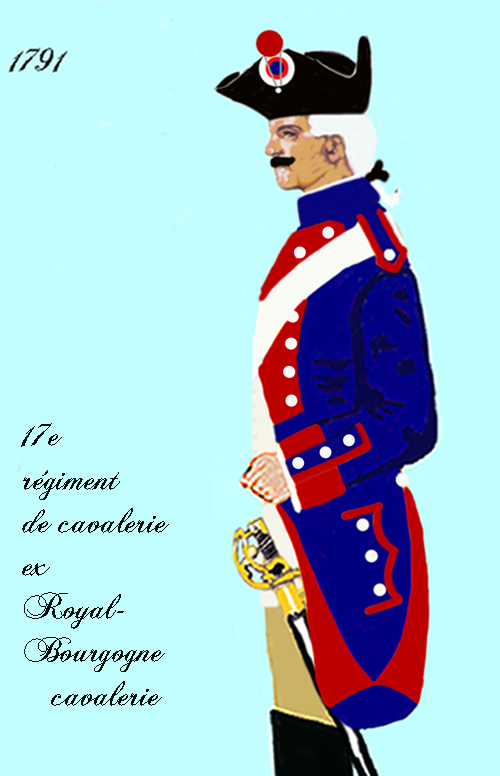
16e Régiment de cavalerie von 1791 bis 1792, dann 16e régiment de cavalerie

## Geschichte
Das Regiment ist sechs Jahre älter, als man lange Zeit angenommen hat. Es wurde durch den Marquis de Paulmy am 7. Dezember 1665 in Dienst gestellt und war damit eines der 37 Regimenter, die nach dem Tod des spanischen Königs Philipp IV. durch Ludwig XIV. errichtet wurden. Diese sollten dazu dienen, französische Ansprüche in Flandern und in Hainaut durchzusetzen.

### Devolutionskrieg
Der Marquis de Paulmy nahm mit seinem aus vier Kompanien bestehenden Regiment an den Feldzügen der Jahre 1667 und 1668 teil. Am 24. Mai 1668 wurde es bis auf die Leibkompanie entlassen. Diese Kompanie war in der Liste der Kompanien geführt, für die der Marquis de Fourilles als Rechnungsführer verantwortlich war. Sie ging 1671 in das Eigentum des Guy Aldonse d' Auger über, der mit einem erteilten Patent vom 9. August 1671 das Regiment zu sechs Kompanien wieder aufstellte. Die Indienststellung erfolgte am 1. März 1672.

### Holländischer Krieg
Das Regiment gehörte 1672 zu der Armee, die vom König persönlich kommandiert wurde. Es war an allen Unternehmungen des Feldzuges beteiligt und bezog Winterquartiere in der Gegend um Utrecht. Noch während des Winters war es am Feldzug des François-Henri de Montmorency-Luxembourg nach Bodegraven, Nieuwbrug und Swammerdam beteiligt. Nach der Einnahme von Maastricht im Jahre 1673 schlug das Regiment seine Zelte auf dem Glacis der Festung auf. Im folgenden Jahr stand es bei den Truppen des Louis II. de Bourbon, prince de Condé, mit denen es an der Schlacht bei Seneffe teilnahm. 1675 diente es an der Grenze zur Champagne und war an der Einnahme von Dinant, Huy und Limbourg beteiligt.
Nachdem das Regiment den Winter im Hainaut verbracht hatte, stieß es zur Hauptarmee und nahm an der Einnahme von Condé-sur-l’Escaut und Bouchain teil.
- 1677: Einnahme von Valenciennes und Cambrai
- 1678: Einnahme von Gent und Ypern
- 1679: Unter dem Maréchal François de Créquy Verfolgung der kurbrandenburgischen Truppen nach Westfalen. Nach der Schlacht bei Minden Beendigung des Krieges.

Der Comte d'Auger verkaufte sein Regiment, das sich 1683 im Feldlager an der Saar befand, an François Louis de Bourbon, prince de Conti. Das Datum des Vertragsabschlusses war der 19. Februar 1684. Von diesem Tag an wurde es durch einen Mestre de camp lieutenant befehligt (der Prince de Conti gab sich damit nicht ab) und nahm im gleichen Jahr noch an der Belagerung von Luxemburg teil.
Nach Zerwürfnissen zwischen dem Prince de Conti und dem König kassierte Ludwig XIV. am 5. Juni 1685 das Regiment und gab es noch am gleichen Tag seinem Enkel, dem Louis de Bourbon, dauphin de Viennois, duc de Bourgogne, obwohl dieser erst drei Jahre alt war. Von diesem Tag an führte es den Namen „Bourgogne-cavalerie“. Kommandant wurde Mestre de camp lieutenant de Grosmesnil (oder de Gros Mesnil), der 1692 durch den Chevalier de Pomponne ersetzt wurde.

### Pfälzischer Erbfolgekrieg

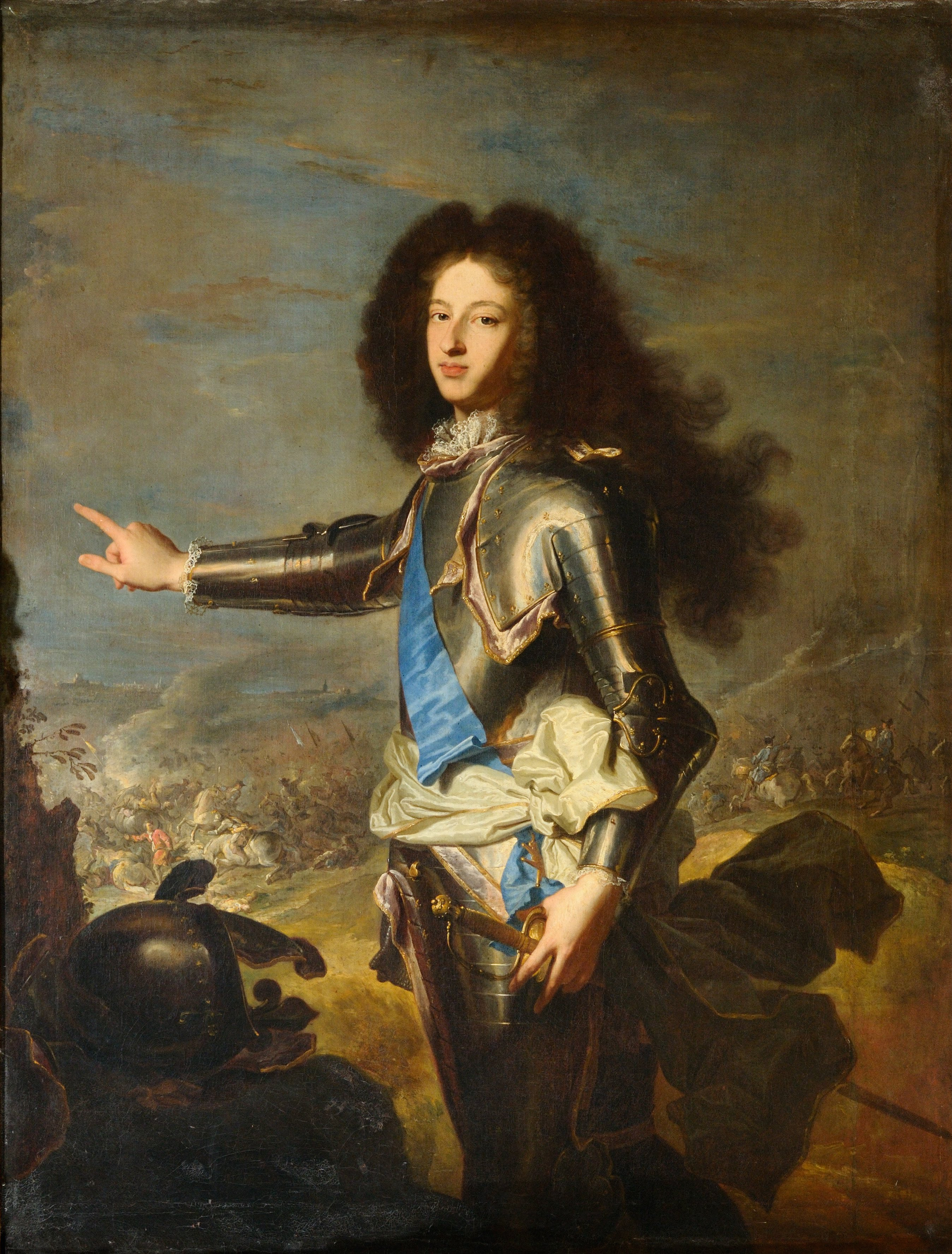
Louis de France, duc de Bourgogne

Das Regiment kämpfte mit Auszeichnung in der Schlacht bei Fleurus, sowie in der Schlacht bei Neerwinden und 1693 bei der Belagerung von Charleroi. Unter dem Oberbefehl des Marquis de Puyguyon lag es 1695 in Brüssel, 1696 an der Mosel und 1699 im Camp de Compiègne.

### Spanischer Erbfolgekrieg
Im Jahre 1701 wurde es der Armee in Deutschland zugeteilt und 1702 zur Flandernarmee kommandiert, wo es an der Schlacht bei Nijmegen teilnahm. 1703 kehrte es an den Rhein zurück, wo es an den Belagerungen von Breisach, Landau uns Speyer beteiligt war und sich in der Schlacht am Speyerbach auszeichnete. Hier wurde der Mestre de camp lieutenant François de Granges de Surgères, marquis de Puyguyon verwundet. Sein Sohn und sein Neffe waren unter den Gefallenen. Unter dem Befehl seines neuen Kommandanten, des Marquis d'Ancenis kämpfte es in der Armee von Maréchal de Tallard in der katastrophalen ersten Schlacht bei Höchstädt, in der die Deutschen und die Engländer die Oberhand behielten.
Das Regiment Bourgogne zog dann zur Mosel ab, wo es im Jahre 1795 verblieb. In den folgenden Jahren nahm es an den Feldzügen am Rhein teil und wurde 1708 wieder nach Flandern kommandiert, wo es in der Schlacht bei Oudenaarde kämpfte, in der der französische Oberkommandierende, der Marquis d' Ancenies, gefangen genommen wurde. 1709 kam es zurück an den Rhein, um 1711 erneut nach Flandern abzurücken. Am 8. Juni des gleichen Jahres ging das Regiment an den „Louis, duc de Bretagne“ und übernahm den Namen „Bretagne-cavalerie“. Nachdem dieser bereits am 8. März 1712 verstorben war, blieb die Inhaberstelle bis 1751 unbesetzt.
- 1712: Teilnahme an der Schlacht bei Denain.

1713 Beteiligung an der Belagerung von Landau und von Freiburg. Im gleichen Jahr wurde dem kaiserlichen General Vaubonne eine Niederlage beigebracht. Bei Kriegsende 1714 zog das Regiment in das Feldlager an der oberen Maas.

### Krieg der Quadrupelallianz
Ab 1719 stand das „Régiment de Bretagne-cavalerie“ bei der Armee in Spanien. Es war bei der Belagerung von San Sebastián, von Fontarabie und Urgell eingesetzt.
Im Jahre 1727 lag die Einheit im Camp d'Aimeries-sur-Sambre, 1730 in Stenay.

### Polnischer Thronfolgekrieg
- 1733: wurde das Regiment bei der Besetzung von Nancy und des Herzogtums Lothringen eingesetzt. Den Winter verbrachte es in Stenay.

Im August 1734 zur Armee in das Elsass kommandiert. 1735 Gefecht bei Klausen. Nach dem Friedensschluss wurde ihm Langres als Garnison zugewiesen.

### Österreichischer Erbfolgekrieg

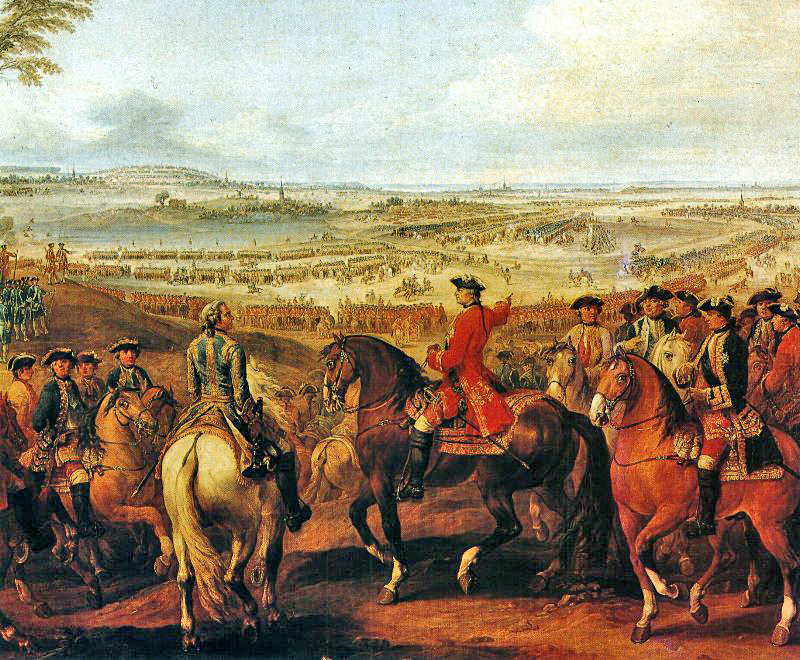
Schlacht bei Lauffeldt

- 1741: rückten die Reiter nach Westfalen aus und verbrachten den Winter im Herzogtum Berg. 1742 zog das Regiment weiter in Richtung Böhmen, wobei es bei Ellenbogen, Kaaden, Braunau am Inn, Eger und Schmidmühlen operierte. Im Juli 1743 nach Frankreich zurückbeordert, erfolgten ein Einsatz im Gefecht bei Rheinweiler in Vorderösterreich. 1744 war das Regiment in Wissembourg und an den Linien entlang der Lauter (Rhein, Neuburg) stationiert. Im gleichen Jahr nahm es am Gefecht bei Augenheim und am Feldzug um Freiburg (Breisgau) teil. Es folgte 1745 die Einnahme von Kronenburg und 1746 die Belagerung von Charleroi und Namur.
- Schlacht bei Roucoux
- Schlacht bei Lauffeldt

- 1748: war es bei der Belagerung von Maastricht eingesetzt. Nachdem das Regiment den Winter in Gent verbracht hatte, zog es im Februar 1749 nach Quesnoy und Saint-Quentin, danach nach Pont-Audemer, 1750 nach Douai, 1751 nach Ploërmel, 1753 nach Charleville, 1754 in das dem Camp de Saarlouis und nach Saint-Avold, 1756 nach Nancy, 1757 nach Metz, Longwy und schließlich nach Neuss.

### Siebenjähriger Krieg
Im Jahre 1757 stieß das Regiment zur „Armée du Hanovre“ (Hannoverarmee), mit der es an der Schlacht bei Hastenbeck teilnahm. 1758 diente es unter der Marquis d’Armentieres bei der Verfolgung der Truppen des braunschweigischen Generals Kielmannsegg bis nach Münster, wo sie eingeschlossen wurden.
- Schlacht bei Krefeld
- Schlacht bei Minden

1760 Gefecht bei Korbach und Schlacht bei Warburg. Danach nach Flandern kommandiert, erlebten die Reiter den Friedensschluss in der Garnison von Rethel.
Bis zum Beginn der Revolution war das Regiment nicht mehr im Einsatz und wechselte häufig die Garnison.
Es lag 1763 in Provins, in Douai, im Camp de Compiègne, 1765 in Redon, 1766 in Ancenis, 1767 in Sedan, 1769 in Fontenay-le-Comte, 1771 in Niort, 1772 in Rethel und Sedan, 1774 in Saintes, 1775 in Auch, 1776 in Gray et Jussey, 1777 in Maubeuge, 1778 in Valenciennes, 1779 in Verdun, dann in Béthune, 1780 in Mirecourt und Charmes, 1782 in Thionville, 1783 in Sarrelouis, 1785 in Saint-Avold, 1788 im Camp de Metz und in Sarrelouis, dann Joigny, in 1789 in Meaux, 1790 in Rouen mit einer detachierten Escadron in Beauvais, 1792 mit der „Armée du Centre“, dann in Metz.
Mit Anordnung vom 17. März 1788 wurde dem Regiment der Name „Royal-Bourgogne“ zugewiesen. Regimentsinhaber war jetzt der König selbst. Es behielt die Nummer 20 in der Rangliste wie es bereits seit 1762 auf den Uniformknöpfen zu sehen war.
Die Neueinteilung durch die Assemblée nationale teilte dem Regiment 1791 die Nummer 17 zu, was nach der Emigration des Régiment Royal-Allemand cavalerie 1792 auf die Nummer 16 geändert wurde.
Das Regiment nahm in den Jahren zwischen 1792 und 1794 an den Feldzügen der „Armée du Nord“ teil. Es kämpfte mit Auszeichnung in der Schlacht bei Neerwinden. Bis zur Umwandlung in ein Dragonerregiment 1803 war es an den Feldzügen der „Armée du Rhin“ beteiligt.

## Letzte Garnison
- Langres

## Bekannte Angehörige des Regiments
- Pierre Augereau (1757–1816), 1774 als Freiwilliger in das Regiment eingetreten